# Suzanne Olivier
Pour les articles homonymes, voir Olivier (homonymie).
Suzanne Olivier, dite Suzette ou Dominique Lebon, née le 25 septembre 1922 à Clermont-Ferrand et morte à Boulogne-Billancourt le 5 juin 1968, est une déportée résistante française.

## Biographie
(juillet 2021).

### Famille et enfance
Suzanne Olivier naît à Clermont-Ferrand en 1922.
« Jeune fille de bonne famille » note Le Monde, elle a pour parents René Justin Honoré Olivier et Marguerite Comment, mariés l'année précédente à Antibes.
Devenue veuve en 1924, sa mère se remarie deux ans plus tard à Paris, avec André Richard Edmond Moret, fondé de pouvoir.

### Résistance, arrestation et déportation
Parisiens repliés à Lyon, les Moret hébergent des clandestins. Parmi eux, Daniel Cordier. Dès la fin de l'année 1942, celui-ci recrute Suzanne, sous le pseudonyme de « Suzette », pour travailler au secrétariat de la Délégation de Jean Moulin en zone Sud.  
Lors de son voyage à Londres en février et mars 1943, Jean Moulin est nommé par de Gaulle son seul représentant pour l'ensemble du territoire métropolitain ; il décide donc d'installer à Paris la direction de ses services et donne l'ordre à Cordier d'y déménager afin d'implanter la Délégation en zone occupée. Le 25 mars 1943, celui-ci part pour Paris afin d'y organiser le nouveau secrétariat, et emmène avec lui la majorité de son équipe, à savoir : Suzanne Olivier, Laure Diebold, Hugues Limonti, Charles Rapp, Jean-Louis Théobald et Georges Archimbaud. 
Cependant, comme depuis la Zone Nord on ne parvient pas à établir de liaison radio avec Londres, Cordier laisse Maurice de Cheveigné à Lyon pour écouler le trafic radio des deux zones ; par conséquent, chaque jour, Suzanne Olivier, qui habite dès lors l'appartement parisien de ses parents, fait le trajet Paris-Lyon et retour, alors que Joseph Van Dievort, dont le pseudonyme est « Léopold », fait le trajet Lyon-Paris et retour, afin de transmettre les messages.
Le 9 juin 1943, Charles Delestraint est arrêté au métro La Muette par des agents ennemis. Trois-quarts d'heure plus tard, c'est le tour de Joseph Gastaldo et de Jean-Louis Théobald, non loin du métro Rue de la Pompe.
Le 11 juin 1943, Suzanne Olivier est arrêtée par le SD à la sortie du métro Villiers et internée à la prison de Fresnes.
D'après un témoignage écrit de Suzanne Olivier figurant dans les archives Antoinette Sachs du Musée Jean-Moulin, elle aurait été une des dernières personnes à avoir vu Jean Moulin vivant au siège de la Gestapo à Paris (84, avenue Foch) auquel elle aurait été confrontée par les SS début juillet 1943. Elle raconte qu'ils portaient tous les deux des traces des sévices subis lors des interrogatoires, et qu'elle chercha à cacher ses mains pour qu'il ne voit pas l'état de ses ongles. Elle écrit " ... Jean Moulin apparaît, défiguré, un bandage à la tête, les mains dans les poches. On l'aurait cru drogué." Il ne dit mot et ne semble pas réagir en la voyant. 
Le 24 septembre 1943, Archimbaud, Rapp et Jacqueline Pery d'Alincourt sont arrêtés à Paris en même temps que Laurent Girard, monté de Lyon.
Le 19 avril 1944, Suzanne Olivier est déportée en Allemagne, d'abord à la prison de Lauban en Basse-Silésie, puis au camp de Ravensbruck, en tant que NN (Nacht und Nebel, c'est-à-dire condamnée à mort), dont elle revient à la fin de la guerre.

### Après-guerre et mort
De retour en France après la libération des camps, elle épouse Roger Lebon, avec qui elle a quatre enfants.
En 1964, à l'occasion de la translation au Panthéon des cendres de Jean Moulin, elle retrouve durant une nuit précédant l'évènement, sur la place déserte et glaciale entourant l'édifice, une partie de son ancienne équipe (Daniel Cordier, Laure Diebold et Hugues Limonti), dont les membres s'étaient éloignés après la guerre.
Cordier a expliqué que, après la guerre, il a voulu tourner la page, comme il se l'était promis à Delville Camp en juillet 1940, afin de ne pas se comporter comme les anciens combattants de la Grande Guerre qui ressassaient leurs anecdotes. Cependant, « Suzette Olivier demeura une amie intime », qui lui écrivait « régulièrement de longues lettres » lui donnant des nouvelles de leurs anciens camarades. Cordier a déclaré qu'il a toujours conservé pour Suzette et tous ses autres camarades « une admiration, une estime [qu'il n'a] eues pour personne d'autre ».
Elle meurt en 1968 à l’âge de 45 ans, « épuisée par les conséquences de la déportation » conclut Le Monde.

## Décorations
- Médaille de la Résistance française avec rosette (décret du  24 avril 1946)[17]

## Filmographie
- Alias Caracalla, au cœur de la résistance (téléfilm), réalisé par Alain Tasma en 2013, France 3 : Suzanne Olivier est jouée par Lou de Laâge.